# Michele Dancelli
Michele Dancelli (ur. 8 maja 1942 w Castenedolo) – włoski kolarz szosowy, dwukrotny medalista mistrzostw świata.

## Kariera
Pierwszy sukces w karierze Michele Dancelli osiągnął w 1968 roku, kiedy zdobył brązowy medal w wyścigu ze startu wspólnego podczas mistrzostw świata w Imoli. W zawodach tych wyprzedzili go jedynie jego rodak Vittorio Adorni oraz Belg Herman Van Springel. Wynik ten powtórzył na rozgrywanych rok później mistrzostwach świata w Zolder. Tym razem lepsi okazali się Holender Harm Ottenbros oraz Belg Julien Stevens. W tej samej konkurencji był też między innymi szósty na MŚ w Gap w 1972 roku i siódmy na MŚ w Mendrisio rok wcześniej. Ponadto wygrywał między innymi Gran Premio Industria e Commercio di Prato w latach 1964, 1965 i 1967, Giro del Veneto w latach 1965–1966, Giro dell’Appennino w latach 1965–1967, Giro dell’Emilia w latach 1965 i 1967, La Flèche Wallonne w 1966 roku oraz Mediolan-San Remo cztery lata później. Wielokrotnie startował w Giro d’Italia, wygrywając łącznie 11 etapów. Najlepszy wynik osiągnął w 1970 roku, kiedy był czwarty w klasyfikacji generalnej i drugi w klasyfikacji punktowej. Był też siódmy w klasyfikacji generalnej i trzeci w punktowej w 1968 roku oraz odpowiednio szósty i trzeci rok później. W 1969 roku wygrał jeden etap Tour de France i zajął dwudzieste miejsce w klasyfikacji generalnej. W 1967 roku wystartował w Vuelta a España, ale nie ukończył rywalizacji. Nigdy nie wystąpił na igrzyskach olimpijskich. Kilkakrotnie zdobywał medale mistrzostw kraju, w tym złote w latach 1963, 1965 i 1966. W 1974 roku zakończył karierę.